# Supercoppa del Portogallo 1985 (hockey su pista)
La Supercoppa del Portogallo 1985 è stata la 4ª edizione dell'omonima competizione portoghese di hockey su pista. Il torneo ha avuto luogo dal 7 al 14 settembre 1985. 
A conquistare il trofeo è stato il Porto al terzo successo nella sua storia.

## Squadre partecipanti
| Club        | Qualificazione                                          | Partecipazioni precedenti (il grassetto indica la vittoria) |
| ----------- | ------------------------------------------------------- | ----------------------------------------------------------- |
| Porto       | Detentore della 1ª Divisão e della Coppa del Portogallo | 1983, 1984                                                  |
| Sanjoanense | Finalista della Coppa del Portogallo                    | Esordiente                                                  |

## Risultati
| Squadra 1   | Totale | Squadra 2 | Andata | Ritorno |
| ----------- | ------ | --------- | ------ | ------- |
| Sanjoanense | 8 - 10 | Porto     | 5 - 2  | 3 - 8   |

| São João da Madeira 7 settembre 1985 Finale di andata | Sanjoanense | 5 – 2 | Porto |  |

| Porto 14 settembre 1985 Finale di ritorno | Porto | 8 – 3 | Sanjoanense |  |